# Ведингштет
Ведингштет (њем. Weddingstedt) општина је у њемачкој савезној држави Шлезвиг-Холштајн. Једно је од 115 општинских средишта округа Дитмаршен. Према процјени из 2010. у општини је живјело 2.303 становника. Посједује регионалну шифру (AGS) 1051122.

## Географски и демографски подаци
Ведингштет се налази у савезној држави Шлезвиг-Холштајн у округу Дитмаршен. Општина се налази на надморској висини од 10 метара. Површина општине износи 17,9 km². У самом мјесту је, према процјени из 2010. године, живјело 2.303 становника. Просјечна густина становништва износи 129 становника/km².